# Фахреев, Габдельхай Гимадиевич
Фахреев Габдельхай Гимадиевич (4 сентября 1929 года, Уршак-Баш-Ямгурчи Стерлитамакского кантона БАССР — 31 августа 1991 года) — актёр Башкирского театра драмы им. Гафури. Народный артист Башкирской АССР (1974), народный артист РСФСР (1991).

## Биография
Фахреев Габдельхай (Хай) Гимадиевич родился 4 сентября 1929 года в деревне Уршак-Баш-Ямгурчи Стерлитамакского кантона БАССР (ныне село Янгурча Стерлибашевского района РБ.
В 1950 году окончил Уфимское театрально-художественное училище (педагоги курс Х. Бухарский, Г. С. Саттаров).
По окончании училища работал в колхозно-совхозных театрах Кигинского и Аургазинского районов БАССР, затем художественным руководителем отдела культуры Стерлибашевского района БАССР, артистом Башкирского Салаватского драматического театра, с 1970 года — актёром Башкирского театра драмы имени Гафури.
Скончался 31 августа 1991 года в Уфе.

## Роли
Гильмияр («Әсәләр көтәләр улдарын» — «Матери ждут сыновей» А. М. Мирзагитова), Заман («Ҡыңғыраулы дуға» — «Дуга с колокольчиками» Н.Наджми), Гафур («Бай һәм хеҙмәтсе» — «Бай и батрак» Х.Ниази), Дервиш («Ай тотолган тондэ»), Краснов («Бәлә кеше башынан йөрөй» — «Грех да беда на кого не живёт» А. Н. Островского), Иван Якутов («Һуңғы алыш» — «Последняя схватка» Т.Бикмаева), Ф.: Абляй («Бажалар» — «Свояки» И. А. Абдуллина), Байтиряк («Ҡыйыу ҡыҙҙар» — «Смелые девушки» Т.Гиззата), Карим бай («Башмагым»), Бадри («Галиябану»).

## Награды и звания
- Заслуженный артист Башкирской АССР (1968).
- Народный артист Башкирской АССР (1974)
- Заслуженный артист РСФСР (05.02.1979).
- Народный артист РСФСР (20.05.1991).
- Орден Трудового Красного Знамени (1976).

## Память
В Уфе на доме, где жил артист установлена мемориальная доска.
Его именем названа улица в селе Стерлибашево.